# Hugo Haase
Hugo Haase (Allenstein, 29 d'octubre de 1863 - Berlín, 7 de novembre de 1919) Va ser un polític socialista i pacifista alemany.

## Biografia
Haase va ser fill d'un sabater jueu. Després del batxillerat, va estudiar Dret i Ciències Administratives a Königsberg, on es va convertir en advocat el 1890. Va ser l'advocat defensor de militants socialdemòcrates a molts de processos, entre altres va defensar Otto Braun. Haase mateix va ser membre del Partit Socialdemòcrata d'Alemanya (SPD) des de 1887.
El 1911 va ser elegit copresident de l'SPD amb August Bebel, i més tard amb Friedrich Ebert. Va dimitir el 1916 a causa de la seva crítica de la Primera Guerra Mundial i la política de la majoria de l'SPD durant la guerra.
En representació de la nova USPD Partit Socialdemòcrata Independent d'Alemanya), de la qual Haase es va convertir en copresident després de Setmana Santa de 1917, va ser membre de la Volksbeauftragten der Rat (Consell de Comissaris del Poble) a partir de novembre 1918 a causa de la revolució alemanya, i el va presidir en col·laboració amb Friedrich Ebert. En va dimitir amb els altres dos Va renunciar a la d'altres dos comissaris de la USPD el desembre de 1918, davant l'ordre d'Ebert de reprimir els soldats revolucionaris de la Marina. El USPD va rebre el 7,6% dels vots en les eleccions del 19 de gener de 1919.
Es va mantenir com a president del grup parlamentari de la USPD al parlament a Weimar fins a la seva mort: l'octubre de 1919 li dispararen a Berlín i va morir unes setmanes després.